# Señores de Eppstein
Los Señores de Eppstein (en alemán: Herren von Eppstein) fueron una familia de la nobleza alemana en la Edad Media. A partir del siglo XII gobernaron extensos territorios en el área del Rin desde su castillo en Eppstein, al noroeste de Fráncfort del Meno, Alemania.

## Historia

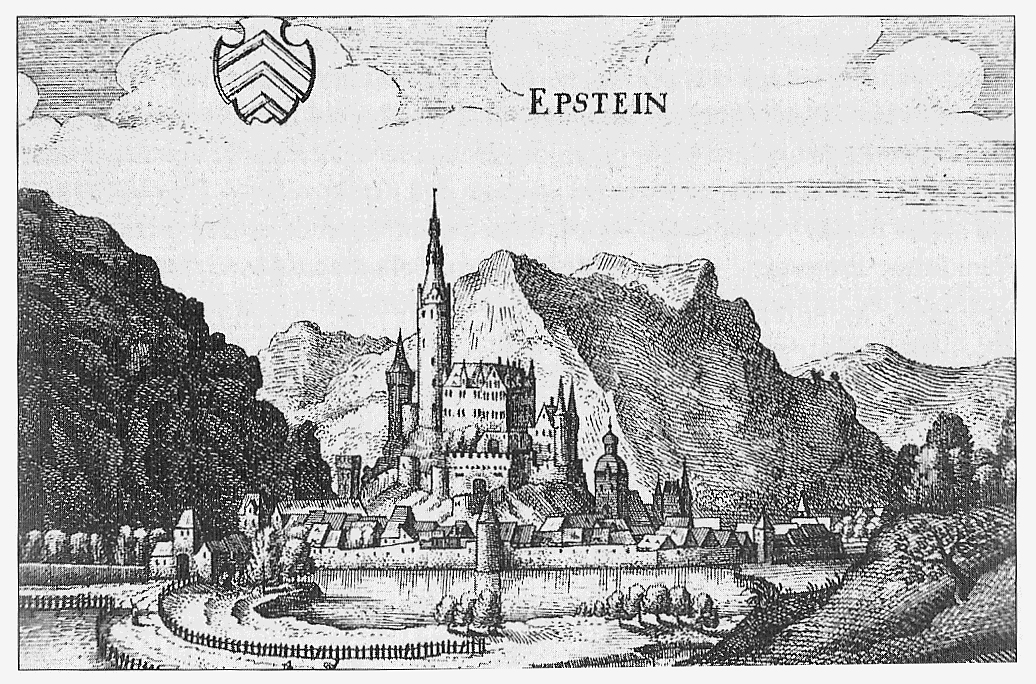
El castillo de los Eppstein por Matthäus Merian en 1646.

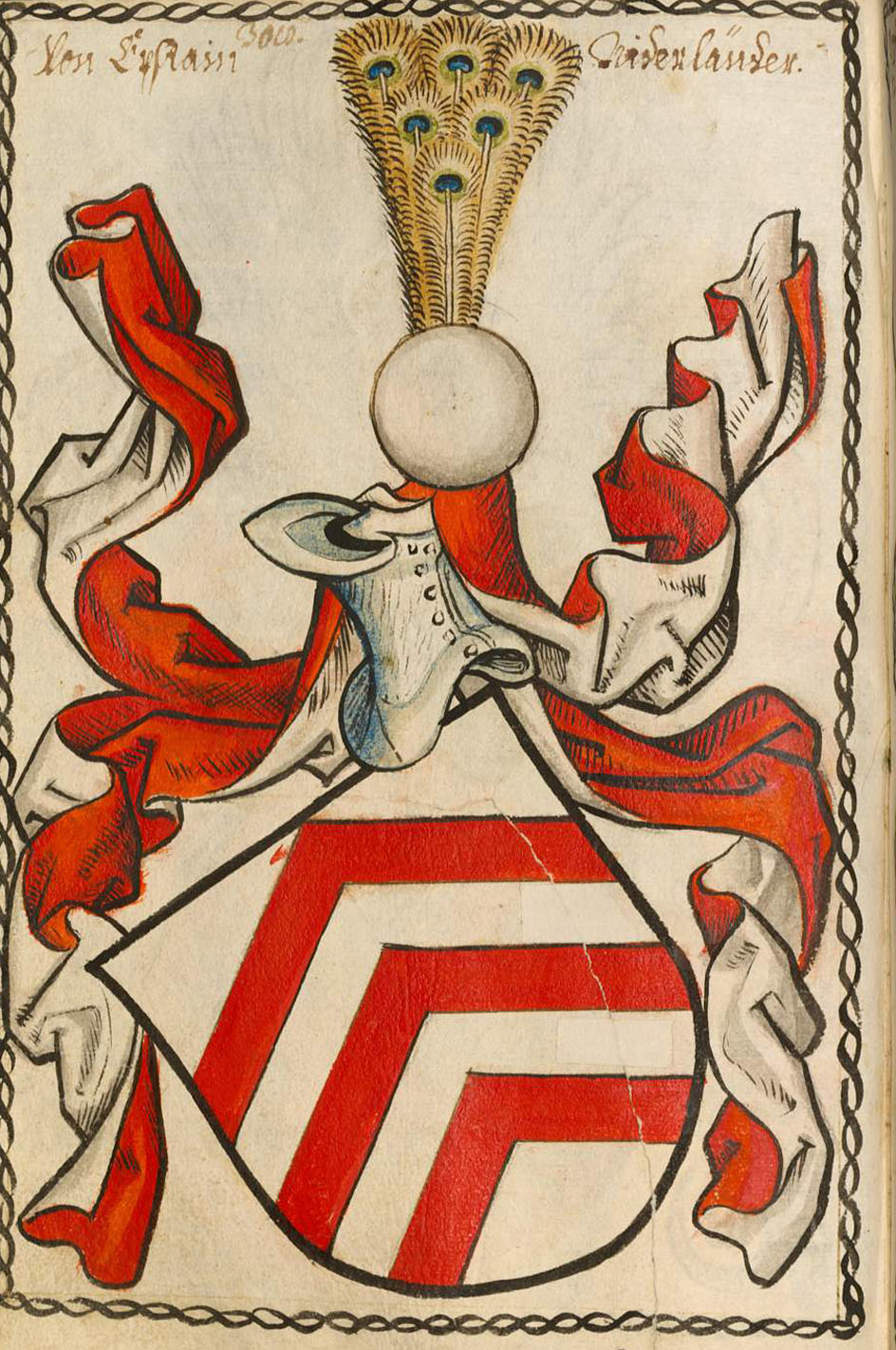
Escudo de armas de los Señores de Eppstein.

Entre 1180 y 1190, el Arzobispado de Maguncia enfeudó el Castillo de Eppstein, junto con sus distritos y poblaciones vecinas para Gerhard III de Hainhausen (Hoy parte de Rodgau). Gerhard cambió su nombre a Eppstein y tomando el control del actual distrito de Offenbach, se convirtió en el primero en la línea de la que sería una de las familias más influyentes del área del Rin.
Cuatro de los siete Arzobispo de Maguncia y Príncipes Electorales en el siglo XIII eran de la casa de Eppstein. Elevaron el Electorado a un considerable poder y jugaron un papel significativo en la política del Sacro Imperio Romano Germánico. En la lucha entre el emperador y el papa, el arzobispo Siegfried III se puso del lado del grupo anti-Staufer que jugó un importante papel en los inicios del federalismo alemán. Los Eppsteiners seculares, mediante adquisiciones, matrimonios y enfeudamientos, adquirieron extensos territorios y derechos entre el Rin Medio y las colinas de Vogelsberg y entre el río Lahn y el Odenwald.
El reino de los Señores de Eppstein fue dividido en 1433 entre los hermanos Gottfried VII (Eppstein-Münzenberg) y Eberhard II (Eppstein-Königstein). La última de estas ramas se extinguió en 1535 y Eppstein pasó mayormente a los Landgraves de Hesse y al Principado Eclesiástico de Maguncia.